# Прокин, Сергей Сергеевич
Сергей Сергеевич Прокин (род. 25 апреля 1989) — российский самбист и дзюдоист, чемпион и призёр чемпионатов России, обладатель Кубка мира 2010 года, обладатель Кубка Европы 2011 года, мастер спорта России по самбо, мастер спорта России международного класса по дзюдо. Выступал в тяжёлой весовой категории (свыше 100 кг). Тренировался под руководством Заслуженного тренера России Бориса Егошина.

## Спортивные результаты
- Чемпионат России по самбо 2009 года — ;
- Чемпионат России по дзюдо 2009 года — ;
- Чемпионат России по дзюдо 2010 года — ;
- Мемориал Владимира Гулидова 2012 года, Красноярск — .